# LaMia (companhia aérea)
Línea Aérea Merideña Internacional de Aviación (LaMia) foi uma companhia aérea inicialmente constituída na Venezuela no ano de 2009. A empresa mudou sua sede para a Bolívia em 2015, quando também mudou de dono.
Em 1 de dezembro de 2016, a direção geral da Autoridade Aeronáutica Civil da Bolívia suspendeu a autorização de operação da empresa Lamia Corporatión SRL, cassando-lhe de forma imediata o certificado de explorador de serviços aéreos, em decorrência ao acidente do Voo 2933.

## História
A empresa foi criada pelo empresário Ricardo Alberto Albacete Vidal, com o apoio das autoridades do estado venezuelano de Mérida, para impulsionar o turismo na região com fins políticos por parte do governo daquele estado.
O seu dono então proclamava a intenção de realizar voos para diversas cidades da própria Venezuela, e que contaria para tanto com doze aeronaves; nas promessas de Albacete os clientes da nova companhia seriam na verdade "associados", aos quais se venderiam "carnês de afiliação", onde uma tarifa única seria cobrada em todas as passagens, com a devolução de todo o valor pago caso o "associado" não viajasse; esta proposta contou com o apoio total do governador chavista, Marcos Díaz Orellana. Recebeu seu primeiro avião, um ATR-72 200, em agosto de 2009; todavia, o aparelho foi devolvido ao arrendador por falta das licenças devidas, e o projeto inicial da empresa foi abandonado.

2013: o governador chavista de Nueva Esparta apresenta o avião da "Línea Aérea Margarita Internacional de Aviación", novo nome da LaMia.

Como a linha programada nunca chegou a operar um só voo comercial, Albacete então negociou com Carlos Mata Figueroa, governador do estado de Nueva Esparta que lhe deu total apoio, tendo por destino principal o centro turístico Isla Margarita, e então mudou o nome da companhia de forma a permanecer com a mesma sigla para Línea Aérea Margarita Internacional de Aviación. Assim, a 3 de novembro de 2013 foi realizada uma grande solenidade por Figueroa para o recebimento da única aeronave da companhia (o Avro RJ-85) e um discurso foi proferido pelo dirigente estadual elogiando o presidente Nicolás Maduro e o grupo governante do país, com destaque para o fato de que os neoespartanos finalmente teriam sua companhia aérea; em sua fala ele assinalou que "LAMIA é nossa linha margaritenha, neoespartana; ao final Margarita terá um empresa aérea própria e daqui iremos a diferentes partes da Venezuela e do exterior, já que cobrirá rotas nacionais e internacionais". Mas a crise econômica em que mergulhou aquele país fez com que novamente as expectativas de Albacete fracassassem.
Com a Venezuela inviável para a empresa, Albacete tentou transferir seus negócios para a Espanha, formando um empreendimento bastante nebuloso em que foi acusado de ser um mero testa-de-ferro do empresário chinês Sam Pa que, condenado e preso em seu país por traição e corrupção, mais uma vez levou-o a tentar a sorte noutro lugar, escolhendo desta feita a Bolívia; ele havia adquirido, graças a este consórcio na Europa, mais duas aeronaves, ampliando assim para três o total de sua frota.
Da mesma forma que fracassara anteriormente sua tentativa de, em 2013, reiniciar o serviço a partir de Porlamar com destino para Puerto Ordaz e Ciudad Guayana — o fracasso espanhol levou-o a transferir sua sede em janeiro de 2015 para Cochabamba, na Bolívia.
Em novembro de 2015 a empresa finalmente obteve a licença para operar na Bolívia, desta vez com novos donos: Marco Antonio Rocha e Miguel Quiroga (também piloto, morto no acidente 28 de novembro de 2016).

### Acidente de 2016 e falência
Às 22h15 de 28 de novembro de 2016 (horário local), 01h15 de 29 de novembro de 2016 (horário brasileiro de verão), uma aeronave BAe 146 da companhia, com matrícula CP-2933, proveniente de Santa Cruz de la Sierra, Bolívia, caiu em Cerro Gordo, com 77 ocupantes (68 passageiros e nove tripulantes). No voo estavam jogadores e comissão técnica do time brasileiro da Chapecoense, que iriam a Medellín para uma partida contra o Atlético Nacional. Os demais passageiros eram dirigentes do clube, jornalistas e convidados. Quatro passageiros e dois tripulantes sobreviveram ao acidente.
Em 1 de dezembro de 2016, a Direção Geral de Aeronáutica Civil da Bolívia suspendeu a autorização de operação da empresa Lamia Corporatión SRL, cassando-lhe de forma imediata o certificado de explorador de serviços aéreos, em decorrência ao acidente do Voo 2933.

## Frota

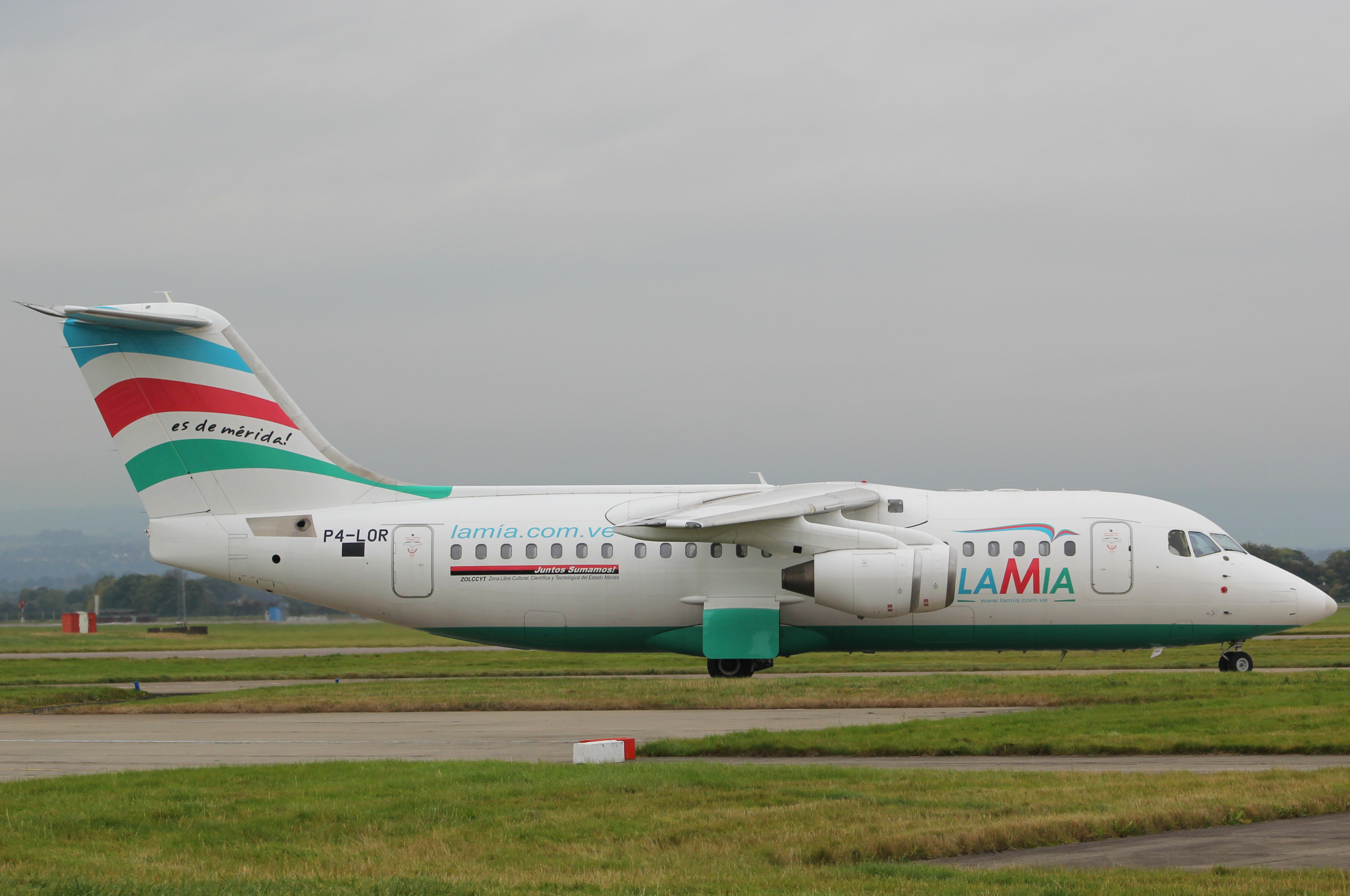
Avro RJ85 da LaMia, destruído no Voo 2933

A frota da LaMia estava composta por três aeronaves; quando do acidente com o Voo 2933 fretado pelo time brasileiro da Chapecoense há algum tempo operava um só avião, justo o que se perdeu na queda, estando os dois outros em manutenção em Cochabamba.

### Situação final
Situação declarada da empresa no fim do ano de 2016 da companhia.
| Aeronave | Encostados | Pedidos | Passageiros | Notas                      |
| -------- | ---------- | ------- | ----------- | -------------------------- |
| BAe 146  | 2          | —       | 95          | Matrículas: YV2768, YV2979 |